# 图尔布河畔拉瓦勒
图尔布河畔拉瓦勒（法語：Laval-sur-Tourbe，法語發音：[laval syʁ tuʁb]）是法国马恩省的一个市镇，属于香槟沙隆区。

## 地理
图尔布河畔拉瓦勒（49°8'16"N, 4°41'8"E）面积14.58 平方千米，位于法国大東部大區马恩省，该省份为法国东北部内陆省份，北起阿登省，西北接埃纳省，西南接塞纳-马恩省，南至奥布省，东南接上马恩省，东临默兹省。
与图尔布河畔拉瓦勒接壤的市镇（或旧市镇、城区）包括：库尔泰蒙、米诺库尔-勒梅尼勒莱叙尔吕、图尔布河畔圣让、索姆叙普、瓦尔热穆兰于尔吕。

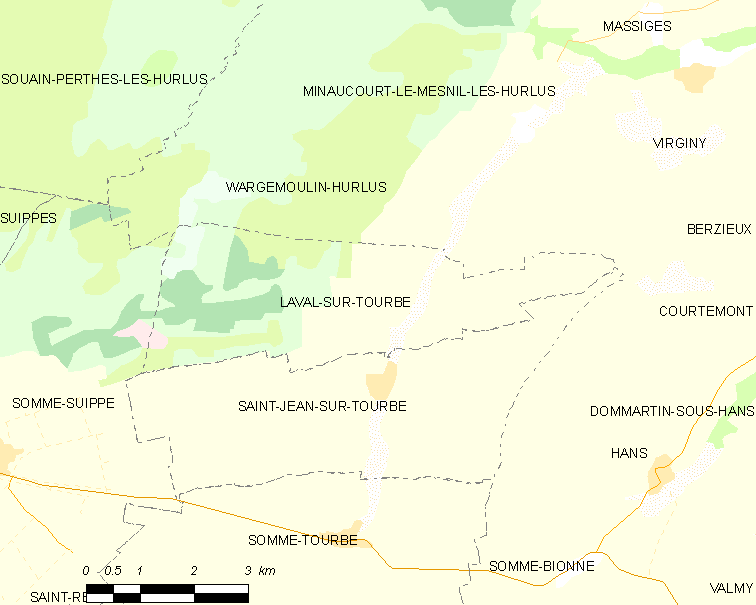
图尔布河畔拉瓦勒的OSM定位图

图尔布河畔拉瓦勒的时区为UTC+01:00、UTC+02:00（夏令时）。

## 行政
图尔布河畔拉瓦勒的邮政编码为51600，INSEE市镇编码为51317。

## 政治
图尔布河畔拉瓦勒所属的省级选区为阿戈讷-叙普-韦勒县。

## 人口

1962-2008年间图尔布河畔拉瓦勒人口变化图示

图尔布河畔拉瓦勒于2022年1月1日时的人口数量为49人。